# Eurynotacris somalica
Eurynotacris somalica är en insektsart som beskrevs av Willy Adolf Theodor Ramme 1931. Eurynotacris somalica ingår i släktet Eurynotacris och familjen gräshoppor. Inga underarter finns listade i Catalogue of Life.